# Kserokopiarka

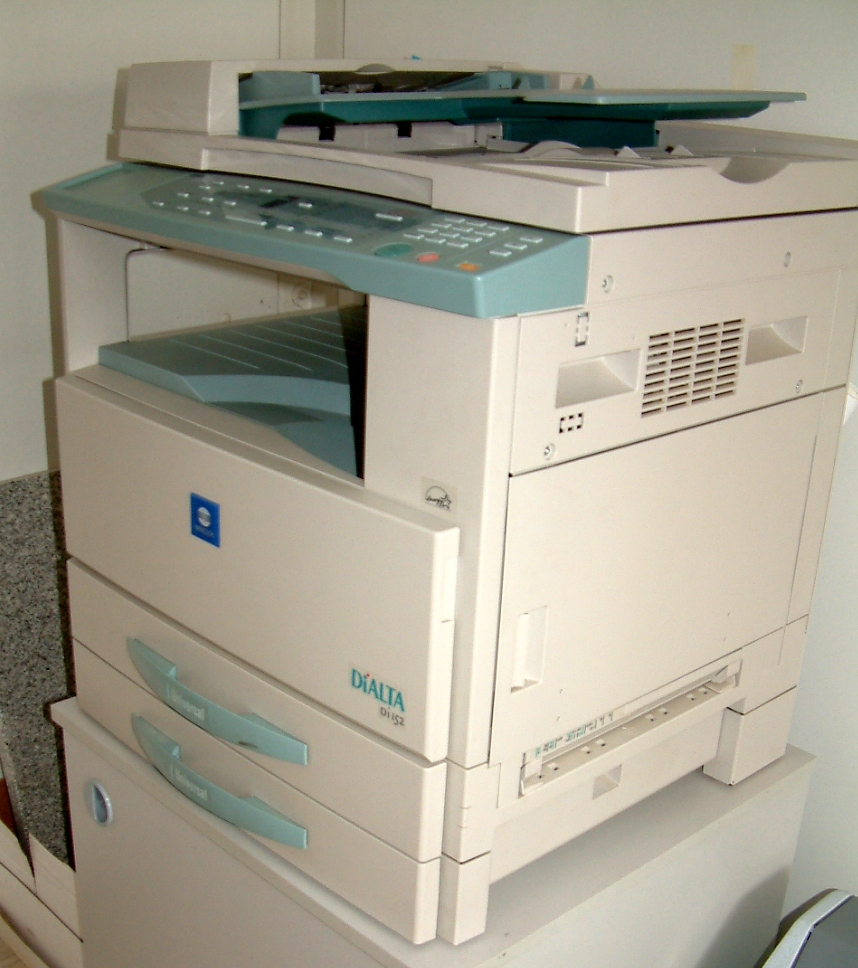
Kserokopiarka

Kserokopiarka – urządzenie umożliwiające tworzenie kopii dokumentów i dwuwymiarowych elementów graficznych.

## Historia
Nazwa kserokopiarka wywodzi się od greckiego słowa kseros (ξηρός), oznaczającego suchy. Wykorzystywany proces uzyskiwania obrazów nie wymaga bowiem żadnych kąpieli chemicznych, w porównaniu do klasycznej fotografii.
Producentem pierwszych urządzeń, pod marką Xerox, była firma Haloid. 22 października 1938 roku Chester Carlson wykonał pierwszą udaną kopię dokumentu zawierającego napis: 10.22.38 Astoria. W Polsce pierwsze modele kopiarek pojawiły się w latach sześćdziesiątych XX wieku. Ponieważ nie było polskiej nazwy na nowe urządzenia, zaczęto je nazywać powszechnie ksero. Później nazwa przekształciła się w kserokopiarka.

## Zasada działania kserokopiarki

Przenoszenie obrazu w kserokopiarce:
1. elektryzowanie, 2. naświetlanie, 3. przenoszenie tonera na bęben, 4. przenoszenie tonera z bębna na papier.

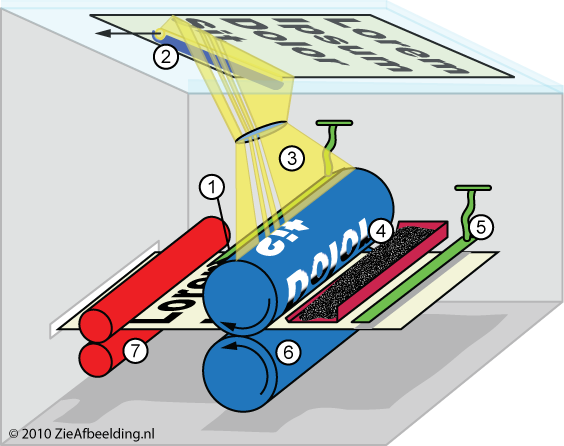
Schemat działania kserokopiarki:
1. elektroda elektryzująca bęben, 2. lampa oświetlająca oryginał, 3. światło odbite od oryginału padające na bęben, 4. kaseta z tonerem, 5. i 6. elektroda elektryzująca papier wraz z bębnem lub listwą dociskającą papier, 7. wałki utrwalające.

Zasadniczym elementem kopiarki jest metalowy wałek, tzw. bęben pokryty warstwą związków selenu, organicznego fotoprzewodnika (OPC) lub krzemu amorficznego. Związki te wykazują właściwości fotoelektryczne, w ciemności są izolatorem prądu elektrycznego, a światło generuje w nich nośniki prądu elektrycznego, co odpowiada temu, że warstwa przewodzi w tych miejscach prąd elektryczny. Bęben obraca się przechodząc przez kolejne etapy tworzenia obrazu.

### Elektryzowanie
W pobliżu bębna umieszczona jest elektroda naelektryzowana do napięcia kilku tysięcy woltów. Elektroda ta, poprzez wyładowanie koronowe elektryzuje bęben.

### Naświetlanie
Naelektryzowana część bębna jest oświetlana światłem odbitym od kopiowanego dokumentu. Układ optyczny tworzy fragment obrazu kopiowanego dokumentu na bębnie. W miejscach oświetlonych, w wyniku zjawiska fotoelektrycznego wewnętrznego, substancja pokrywająca bęben przewodzi prąd elektryczny i w tych miejscach bęben przestaje być naelektryzowany. W wyniku tego na bębnie tworzy się fragment kopiowanego dokumentu.

### Przenoszenie tonera na bęben
Następnie ta część bębna przesuwa się tuż obok elementu wywołującego tzw. wywoływaczki z tonerem. W niektórych modelach toner w wywoływaczce jest mieszany z tzw. deweloperem. Developer na metalowym wałku, we wnętrzu którego znajdują się magnesy tworzy szczotkę, która nanosi toner w miejscach, gdzie bęben jest naelektryzowany, tworząc na bębnie obraz rzeczywisty.

### Przenoszenie na papier lub inny materiał
Papier dotykając bębna pokrytego miejscami tonerem, przejmuje toner z bębna. By ułatwić przenoszenie się tonera z bębna na papier, pod papierem umieszczona jest rolka transferowa, która jest naładowana ujemnie i powoduje przeskok cząstek tonera z bębna na kartkę.

### Wybielanie bębna i czyszczenie
Następnie z bębna usuwany jest ładunek, poprzez rolkę, listwę lub szczotkę rozładowującą. Bęben jest czyszczony z resztek tonera. Kartka jest transportowana do utrwalacza.

### Utrwalanie
Papier pokryty tonerem przechodzi między silnie ogrzanymi (ok. 200 °C) wałkami, toner ulega stopieniu i przykleja się do papieru. By uniknąć przyklejania się tonera do wałka utrwalającego jest on wykonany z teflonu lub delikatnie pokrywany olejem. Wałek lub listwa nanosząca olej na wałek utrwalający i czyszczący go z przyklejonego tonera nazywa się wałkiem olejowym.

## Drukarka laserowa
W identyczny sposób działają drukarki zwane laserowymi, z tym że dane do wydrukowania dostarczane są przez komputer do urządzenia naświetlającego bęben, a nie jak w przypadku kserokopiarki – z modułu skanującego dokument. W drukarkach zwanych laserowymi stosuje się kilka technologii naświetlania bębna:
- laser wraz z układem optycznym kierującym światło w odpowiednie miejsce bębna,
- linijkę diodową (na listewce umieszczony jest rząd gęsto rozmieszczonych miniaturowych diod świecących),
- lampa świecąca cały czas i układ pochłaniający światło np. ciekłe kryształy.

## Kserokopiarki cyfrowe

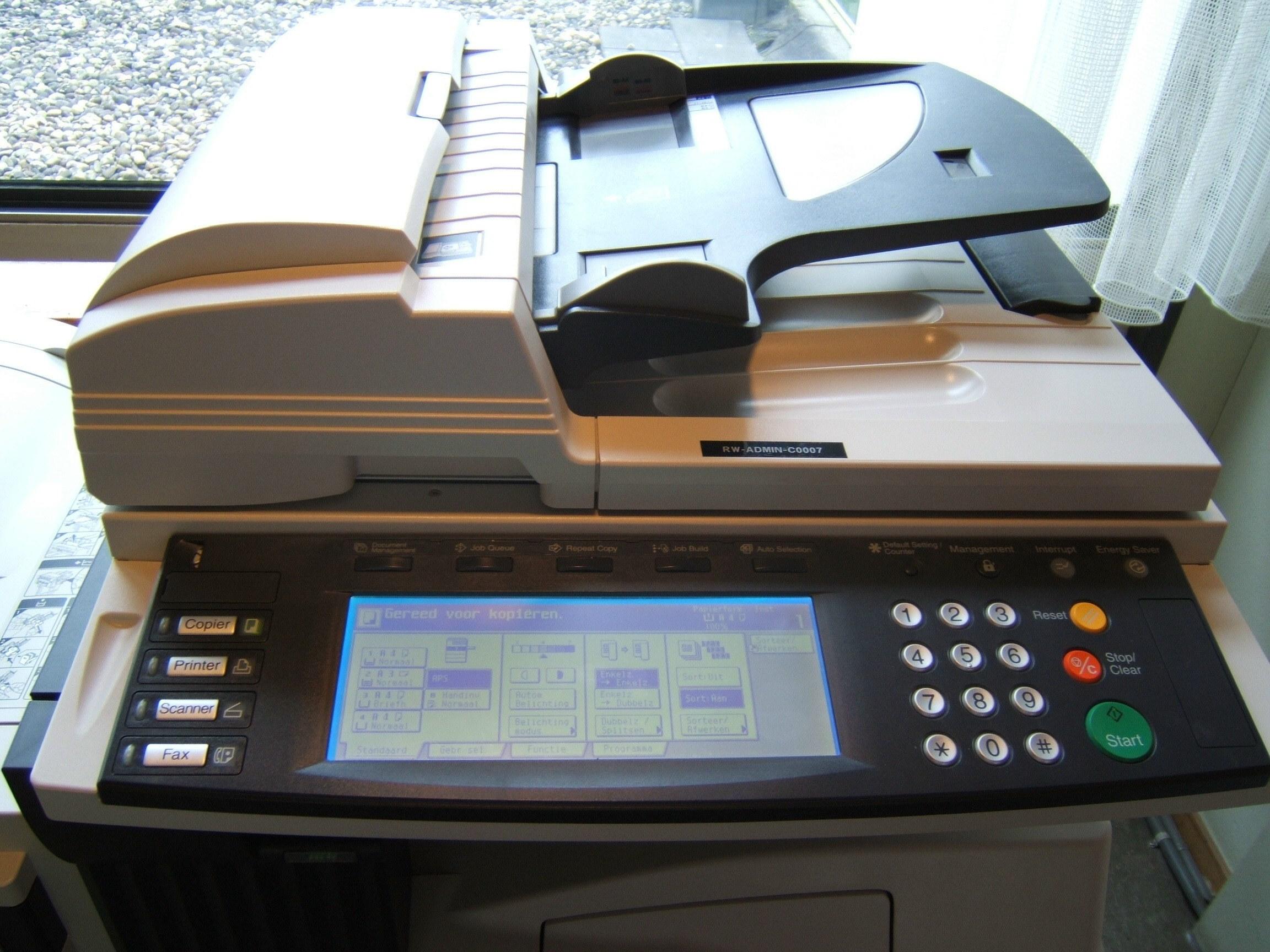
Kserokopiarka wielofunkcyjna

Urządzenia wielofunkcyjne (zawierające skaner, drukarkę, a często również fax) lub kserokopiarki zwane cyfrowymi działają na trochę innej zasadzie niż zwykłe kserokopiarki analogowe. Głównymi ich elementami funkcjonalnymi są: komputer wewnętrzny, skaner i drukarka.
Komputer steruje całością urządzenia, a w szczególności skanuje kopiowany obraz, który w postaci cyfrowej może być przez niego przetwarzany, a następnie drukowany na wbudowanej drukarce. W tanich urządzeniach stosuje się drukarki atramentowe, natomiast w droższych laserowe czarno-białe lub laserowe kolorowe.